# پینتا (کشتی)

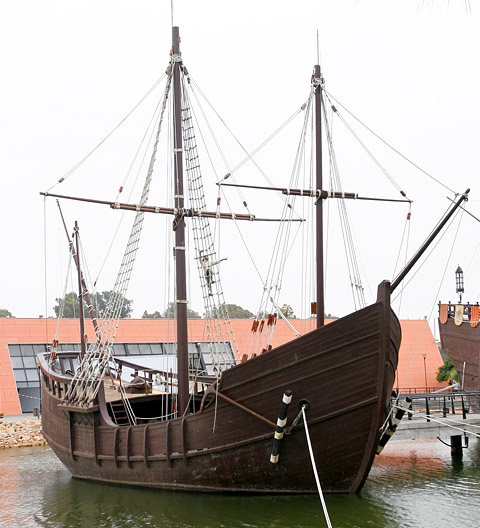
کشتی‌موزه پینتا

پینتا (انگلیسی: Pinta) یکی از کشتی‌های (از مجموع ۳ کشتی) ناوگان سفرهای اکتشافی کریستف کلمب به فرماندهی ناخدا مارتین آلونسو پینزون بود که منجر به کشف قاره آمریکا از جانب اروپایی ها گردید